# Conus grayi
Conus grayi é uma espécie de gastrópode do gênero Conus, pertencente à família Conidae.